# Siergiej Tierieszczenkow
Siergiej Siemionowicz Tierieszczenkow (ros. Сергей Семёнович Терещенков, ur. 27 kwietnia 1938 w Olszy, zm. 11 kwietnia 2006 w Tule) – radziecki kolarz torowy, trzykrotny medalista mistrzostw świata.

## Kariera
Pierwszy sukces w karierze Siergiej Tierieszczenkow osiągnął w 1963 roku, kiedy wspólnie ze Wiktorem Romanowem, Stanisławem Moskwinem i Arnoldem Belgardtem zdobył złoty medal w drużynowym wyścigu na dochodzenie podczas mistrzostw świata w Liège. Wynik ten reprezentanci ZSRR z Tierieszczenkowem w składzie powtórzyli na rozgrywanych w 1965 roku mistrzostwach świata w San Sebastián, a podczas mistrzostw świata w Paryżu w 1964 roku Tierieszczenkow wraz z kolegami zajął trzecie miejsce. Ponadto w 1964 roku wystartował na igrzyskach olimpijskich w Tokio, gdzie w drużynie zajął piątą pozycję. Zdobywał także medale mistrzostw ZSRR, w tym w 1964 roku był najlepszy w drużynowym wyścigu na dochodzenie.